# FESCAABA 1995
FESCAABA 1995 − 24. edycja afrykańskiego turnieju bokserskiego. Rywalizacja miała miejsce w Gaborone. Zawodnicy rywalizowali w 12. kategoriach wagowych. 

## Medaliści
| Kategoria wagowa               | Złoto               |
| Waga papierowa (-48 kg)        | Masibulele Makepula |
| Waga musza (-51 kg)            | Arson Mapfumo       |
| Waga kogucia (-54 kg)          | Steve Naraina       |
| Waga piórkowa (-57 kg)         | Philip N'dou        |
| Waga lekka (-60 kg)            | Irvin Buhlalu       |
| Waga lekkopółśrednia (-63,5kg) | Gerry Legras        |
| Waga półśrednia (-67 kg)       | Johnny Lubwama      |
| Waga junior średnia (-71 kg)   | Rival Cadeau        |
| Waga średnia (-75 kg)          | Sackey Shivute      |
| Waga półciężka (-81 kg)        | Sybrand Botes       |
| Waga ciężka (-91 kg)           |                     |
| Waga super ciężka (+91 kg)     |                     |